# Syndrome de Cohen
Décrit pour la première fois en 1973, le syndrome de Cohen se caractérise par des troubles de la croissance avec en moyenne une stature réduite, des pieds et mains petits et étroits, une obésité du tronc vers 10 ans ou la suite de l'adolescence dans la majorité des cas, une hypotonie et un retard de développement physico-sexuel, une microcéphalie apparaissant vers l'âge de un an, un retard mental non progressif moyen à profond, des anomalies de la rétine (myopie), une neutropénie chronique avec un surrisque d'infections récurrentes des voies respiratoires associées à des aphtes et ulcérations de la bouche, une personnalité tendant à être enjouée et souvent des caractéristiques faciales.
Le diagnostic prénatal est envisageable mais les nouveau-nés ne présentent plutôt pas d'anomalies à la naissance puisque le faciès caractéristique n'apparaît que plus tard ou n'existe pas, mais le syndrome peut se manifester avant tout par sa nature de neutropénie congénitale et durable. La maladie se manifeste aussi par des difficultés alimentaires psychosomatiques, un retard du développement psychomoteur avec difficulté à se retourner ou à adopter une position assise de manière autonome et une hyperlaxité ligamentaire. La dysmorphie faciale, qui combine paupières fortement arquées ou en forme de vague, cheveux épais à implantation basse, philtrum court, cils longs et épais, racine du nez et incisives supérieures proéminentes, lorsqu'elle apparaît, le fait plutôt autour de l'âge de 5 ans pour devenir nettement plus évidente vers 7-14 ans et poursuivre une évolution à maturité. Le calendrier moyen des étapes de développement du langage est ralenti et retardé. La déficience intellectuelle associée n'est cependant pas progressive mais individuellement variable et permet l'apprentissage de certains concepts tout au long de la vie. Les sujets ont souvent un comportement pathologique de jovialité et d'hypersociabilité de nature et de degré intenses, avec discernement altéré, vulnérabilité, manque paradoxal de réciprocité et possibilité d'association avec le surrisque de traits socio-émotionnels du spectre autistique. Des troubles orthoptiques psychosomatiques, une myopie et/ou un strabisme, accompagnés, dans la plupart des cas, des symptômes de dystrophie choriorétinienne, apparaissent chez beaucoup avec la puberté, puis héméralopie et détérioration du champ visuel se développent avec le temps, et la vision commence à se détériorer progressivement d'une façon plus forte passé l'âge de 30 ans. Les patients qui atteignent 45 ans souffrent classiquement d'une atrophie choriorétinienne sérieuse et de cataractes sous capsulaires postérieures. En dépit de leur sévérité, ces anomalies visuelles ne conduisent jamais à la cécité totale. Les problèmes psychosomatiques affectent peu significativement la longévité ordinaire.
L'incidence de ce syndrome est plutôt élevée en Finlande, où, dans 75 % des cas, la mutation en cause est la suivante : c.3348_3349delCT dans le gène VPS13B (ou COH1). Ce syndrome fait partie de l'héritage finlandais, également présent chez les Amish.